# Sự nghiệp chướng
"Sự nghiệp chướng" là một bài hát công kích của nữ rapper người Việt Nam Pháo với bản phối khí đến từ nhà sản xuất Kerem Kocak. Ca khúc thuộc thể loại hip hop và urban hiện đại pha trộn với các thể loại nhạc trap, funk, jazz và dark pop. Nội dung của "Sự nghiệp chướng" xoay quanh một cô gái chỉ trích người bạn trai phản bội, bằng cách sử dụng nhiều phong cách thể hiện trong hip hop Việt Nam như chơi chữ, ẩn dụ hoặc so sánh. Bài hát được phát hành vào ngày 21 tháng 3 năm 2025 – đúng thời điểm xảy ra sự việc tranh cãi giữa nam streamer ViruSs với bạn gái cũ Ngọc Kem, khiến nhiều người đặt nhiều câu hỏi liên quan đến chủ đề bài hát và liệu Pháo có liên quan trong vụ việc. MV Visualizer "Sự nghiệp chướng" từng đạt top 1 thịnh hành trên YouTube. Bài hát ra mắt ở hạng 2 trên bảng xếp hạng The Official Vietnam Chart của Liên đoàn Công nghiệp ghi âm Quốc tế (IFPI).

## Bối cảnh
Nam streamer ViruSs và nữ TikToker Ngọc Kem thông báo chính thức chia tay vào giữa tháng 3 năm 2025. Tuy nhiên, họ đã có lời qua tiếng lại với nhau trong những ngày tiếp theo, mà đỉnh điểm là Ngọc Kem đã live stream để chỉ trích người yêu cũ lăng nhăng, thu hút gần 200.000 người xem vào ngày 20 tháng 3 năm 2025. Ngay sau đó, ViruSs phủ nhận về chuyện phản bội và phát live stream tường trình vào sáng ngày 21 tháng 3. Tối cùng ngày, nữ rapper Pháo bất ngờ phát hành bài hát công kích "Sự nghiệp chướng" cùng video âm nhạc (MV) lời bài hát trên YouTube. Ca từ đầy hàm ý của bản rap cộng với việc Ngọc Kem chia sẻ "Sự nghiệp chướng" của Pháo đã khiến sự việc diễn ra ồn ào hơn và nhiều người suy đoán rằng bản diss của cô đang nhắm đến ViruSs. Pháo tiết lộ với nam producer Only C rằng cô không chỉ có duy nhất "Sự nghiệp chướng" mà còn có cả một album công kích người yêu cũ chưa được ra mắt.

## Lan truyền
Do Pháo vẫn giữ im lặng về nội dung "Sự nghiệp chướng" và chỉ đăng một bài story ẩn ý trên trang mạng xã hội mà không chỉ đích danh ai dẫn đến nhiều người tò mò suy luận những giả thuyết nữ rapper có liên quan đến sự việc giữa ViruSs và Ngọc Kem, góp phần hình thành sự lan truyền với tốc độ nhanh chóng của bản rap. Theo thống kê từ SocialTrend tính đến ngày 24 tháng 3 năm 2025, "Sự nghiệp chướng" đã thu hút 294.000 lượt thảo luận từ người dùng mạng xã hội tại Việt Nam. Họ tranh cãi rằng Pháo từ trước chỉ hẹn hò ngắn với nam rapper Tez, rồi sau đó xuất hiện tin đồn quan hệ với Hải Đăng Doo chứ chưa nghĩ đến việc cô hẹn hò với ViruSs. Một số ý kiến phản biện cho rằng Pháo chỉ thay mặt một nhân vật nữ và hoàn toàn không nằm trong cuộc. Phía công ty quản lý của Pháo phủ nhận nữ rapper có liên quan: "Tất cả thông tin đang lan truyền chỉ là nội dung trên mạng, không chính thức. Chúng tôi không xác nhận bất cứ thông tin nào."
Một số nghệ sĩ đã hưởng ứng sự lan truyền của "Sự nghiệp chướng" cùng giới mộ điệu âm nhạc, chẳng hạn như MisThy đăng lại lời bài hát hay Emma Nhất Khanh phát hành ca khúc "Fake It Up" ăn theo chủ đề chỉ trích đàn ông "cờ đỏ" của bản rap. Nhiều streamer trên YouTube và TikTok cũng tranh thủ xuất bản hàng loạt video reaction để kiếm lợi từ sự việc bê bối của ViruSs cũng như chủ đề "Sự nghiệp chướng". Ngày 23 tháng 3 năm 2025, ViruSs đăng tải một video reaction về bài hát. Anh cho biết "rất nhiều người gửi tôi và nói rằng bài hát này là dành cho tôi [...] Chắc mọi người thấy chữ 'sự nghiệp' nên gán tôi vào." Trong video, ViruSs chỉ đơn giản ca ngợi "Sự nghiệp chướng" hết mực và bảo rằng "bây giờ tôi mới biết Pháo lụy như vậy."
Nhận xét về hiệu ứng lan truyền của "Sự nghiệp chướng" từ vụ việc của ViruSs, Lê Vy từ Tri thức cho biết nguyên nhân là do hội chứng sợ bị bỏ lỡ (FOMO) ở phần lớn bộ phận cộng đồng người dùng internet tại Việt Nam. Bên cạnh đó, thuật toán của các nền tảng mạng xã hội được đẩy mạnh nhằm tối đa hóa tương tác. Chưa đầy một ngày phát hành, MV lời bài hát "Sự nghiệp chướng" xuất hiện ở top 2 thịnh hành trên YouTube. Ngày 24 tháng 3 năm 2025, video vượt qua MV "Bắc Bling" của nữ ca sĩ Hòa Minzy để vươn lên dẫn đầu thịnh hành YouTube. Bám ngay sau MV "Sự nghiệp chướng" là video reaction bài hát của ViruSs đạt top 2 xu hướng cùng ngày, điều được cho là chưa từng xảy ra ở nhạc Việt. "Sự nghiệp chướng" ra mắt ở hạng 2 trên bảng xếp hạng The Official Vietnam Chart tuần 13 năm 2025 của Liên đoàn Công nghiệp ghi âm Quốc tế (IFPI).

## Sáng tác và sản xuất
Pháo cho biết "Sự nghiệp chướng" được phát triển từ một bản demo của cô có sẵn từ năm 2024. Bài hát sử dụng bản beat mang cảm hứng nhạc funk cùng cấu trúc hòa âm được phân chia rõ ràng từ nhà sản xuất âm nhạc người Thổ Nhĩ Kỳ Kerem Kocak, với chi phí là 1,3 triệu đồng. Dựa trên demo sẵn có, Pháo hoàn thiện thêm phần lời, bố cục và sau đó phát hành chính thức. Tác giả Hoàng Minh của Tạp chí Đầu tư Tài chính nhận định, "Sự nghiệp chướng" là một ví dụ điển hình cho những sản phẩm âm nhạc không được đầu tư nhiều nhưng vẫn có thể thành hit và mang lại doanh thu khổng lồ cho bản thân nghệ sĩ. Nhan đề của bài hát là phép chơi chữ giữa "sự nghiệp" và "nghiệp chướng". "Sự nghiệp chướng" thuộc thể loại hip hop và urban hiện đại pha trộn với nhạc trap, funk, jazz, dark pop, synth-pop, điện tử và groovy soul. Tiết tấu của bản rap được thay đổi liên tục từ phân đoạn melodic rap đến đoạn hook.
Nội dung của "Sự nghiệp chướng" kể câu chuyện về một cô gái yêu nhầm một chàng trai không dành tình cảm chân thành cho mình, thậm chí đã đối xử tệ bạc và phản bội cô. Cô gái đã đáp trả bằng cách vận dụng lối chơi chữ, ẩn dụ và so sánh để châm biếm tính cách xấu và lối sống lệch lạc của nhân vật bạn trai. Xuyên suốt các đoạn hook, Pháo liên tưởng về người cũ qua đặc điểm nhận dạng là một nhạc sĩ: "Giọt nước mắt vướng trên khuôn nhạc / Tưởng ngọc ngà đá quý, anh yêu bạc [...] Người tôi yêu xa hoa, trăng hoa, tính đào hoa." Ở phân đoạn rap đầu tiên, nữ rapper thẳng thắn chỉ trích bằng cách "gọi anh đây là chướng, chướng ngại, chướng mắt, chướng tai." Cô tung ra những câu punchline đặc trưng của rap chiến trong âm nhạc hip hop Việt Nam như "làm nhạc diss như này là quá nice rồi" và liên tục vạch trần bộ mặt của nhân vật được đề cập qua câu rap "con lợn này chối ác, họ đâu biết em là ai." Pháo sáng tác các đoạn rap dài 4 bar (câu) để miêu tả sự việc, chẳng hạn như: "Tối đó, anh ta đã dắt cô ta vào trong căn phòng nhỏ / Đóng kín, nghe thôi cũng biết câu chuyện hiện tại xảy ra trong phim."
Ở phân đoạn thứ hai, Pháo đề cập đến hội chứng Peter Pan chỉ trích bạn trai cũ tuy già đi nhưng không muốn trưởng thành: "Em không tin nhưng điều đó là sự thật / Peter Pan thì có nghĩa là không bao giờ lớn được." Nữ rapper tiếp tục ví von sự tệ bạc của người yêu cũ: "Mai ra đi, tên em đẹp cho đời / còn tên anh gây hại cho Tổ quốc và cả nước nhà" trước khi dùng ngữ điệu giọng nói trong âm nhạc, đổi ngôi xưng thành mày–tao và đe dọa "tát cho một phát là đi vào viện răng hàm mặt khoa chấn thương chỉnh hình". Cô đã chấp nhận "ra đi trong yên lặng" và răn đe người yêu cũ phải "khôn hồn mà sống cho đàng hoàng tử tế." Cuối "Sự nghiệp chướng" xuất hiện một đoạn ghi âm giọng nhân vật nam với âm sắc và phong cách trò chuyện được cho là rất giống với ViruSs: "[...] Chứ anh lúc nào cũng dành tình cảm cho em, lúc nào cũng nghĩ về em mà / Còn nếu như bây giờ em không muốn nói chuyện ấy / Thì thôi / Em vui là được."

## Nhận xét và đánh giá
Các chuyên gia truyền thông đánh giá "Sự nghiệp chướng" là một trong những bản rap khéo léo trong việc kết hợp giữa diss và truyền thông, không sa đà vào hình thức tấn công cá nhân mà vẫn đủ sắc sảo để khiến khán giả bàn luận. Đậu Dung để lại nhận xét hoan nghênh cho "Sự nghiệp chướng" trên Tuổi Trẻ và tán dương Pháo là một nữ rapper toàn vẹn trong việc thể hiện rap diss từ kỹ năng ngôn từ, flow, lối kể chuyện, tính ẩn dụ, ý tưởng sáng tạo cho đến thông điệp thẳng thắn về nữ quyền, trong bối cảnh hip hop Việt Nam gắn liền với hình tượng nam tính có phần hung hăng. Cây viết Lê Vy trên Tri thức ghi nhận và so sánh sự thành công của "Sự nghiệp chướng" với bài hát "Shakira: Bzrp Music Sessions, Vol. 53" (2023) của ca sĩ người Colombia Shakira, khi cả hai đều cùng là bản hit chủ đề chỉ trích bạn trai cũ với cảm xúc tuyệt vọng đến từ nữ giới. Nhà báo Nguyễn Quang Long từ Thể thao & Văn hóa chấm ca khúc 7,7/10 điểm và nhận xét bản rap dưới góc độ âm nhạc và văn hóa gắn với rap diss rằng "khá điển hình [...] khiến cho đời sống âm nhạc Việt Nam thức dậy thuật ngữ." Anh khẳng định "Sự nghiệp chướng" hoàn toàn có thể được đặt ở vị trí ngang hàng với những thể loại nhạc trẻ khác và chiếm vị thế "thượng phong". Tuy nhiên, nhà báo chỉ trích bài hát về mặt ca từ khi không chỉ không phù hợp với văn hóa Việt Nam mà còn có thể dẫn đến những hậu quả không tốt. Theo ý kiến của Lê Thị Mỹ Niệm từ báo VietNamNet, nhược điểm duy nhất của "Sự nghiệp chướng" nằm ở nội dung "thô" và "trần trụi", được cho là lạc lõng giữa những câu rap còn lại.

## Bảng xếp hạng
| Bảng xếp hạng (2025) | Vị trí cao nhất |
| -------------------- | --------------- |
| Việt Nam (IFPI)      | 2               |